# Liste des chansons de Sheila
La liste des chansons de Sheila est une liste non exhaustive des chansons écrites pour Sheila, interprétées ou enregistrées par cette artiste, et publié sur disque (vinyle ou CD). Son répertoire est composé en majorité de très nombreuses adaptations (dans les années 1960 et 1970), mais également des créations originales. Elle a enregistré plus de 400 chansons, et près 300 chansons en duo sur les plateaux TV en France, ou en Europe. Mais également près d'une centaine de chansons ailleurs dans le monde, notamment sur les plateaux TV, ou à des cérémonies (Grammy Awards 1979...) aux États-Unis, au Japon, au Maroc, ou même en Australie ou au Liban. Avec près de 850 chansons à son actif, Sheila possède un très grand répertoire, passant du disco au yéyé, de la variété à la pop, ou même du rock au reggae.

## Chansons notables

### Années 1960
- Sheila - 1962
- Un bateau s'en va - 1962
- L'école est finie - 1963
- Chante, Chante, Chante - 1963
- Ouki Kouki - 1963
- Cette année là - 1963
- Viens danser le hully gully - 1963
- Sheila (nouvelle version) - 1963
- Ne raccroche pas - 1963
- Le ranch de mes rêves - 1963
- La vie est belle - 1963
- Papa t'es plus dans le coup - 1963
- Pendant les vacances - 1963
- Première surprise partie - 1963
- Le Sifflet des copains - 1963
- Écoute ce disque - 1964
- À la fin de la soirée - 1964
- Chaque instant de chaque jour - 1964
- Je n'ai pas changé - 1964
- L'ami de mon enfance - 1964
- Hello petite fille - 1964
- Un monde sans amour - 1964
- Un jour je me marierai - 1964
- Oui, il faut croire - 1964
- La chorale - 1964
- Oui c'est pour lui - 1964
- Vous les copains... - 1964
- Tous les deux - 1964
- Devant le juke-box (en duo avec Akim) - 1965
- Il fait chaud - 1965
- À la même heure - 1965
- Il faut se quitter - 1965
- Je ris et je pleure 1965
- Dans la glace - 1965
- Enfin réunis - 1965
- Je n'en veux pas d'autre que toi - 1965
- Toujours des beaux jours - 1965
- C'est toi que j'aime - 1965
- Le Folklore américain - 1965
- Le Cinéma - 1966
- Bang bang - 1966
- L'Heure de la sortie - 1966
- Tu es toujours près de moi - 1966
- Le plus joli métier du monde - 1966
- La vie est un tourbillon - 1966
- Le rêve - 1966
- Prends la vie comme elle vient - 1966
- Je t'aime - 1966
- On est heureux - 1966
- Le pipeau - 1966
- La course au soleil - 1966
- Pamela - 1967
- Tout le monde aime danser - 1967
- Les jolies choses - 1967
- Le jour le plus beau de l'été - 1967
- Le Kilt - 1967
- Les papillons - 1967
- Oh! Mon dieu qu'elle est mignonne - 1967
- Impossible n'est pas français - 1967
- La porte en bois - 1967
- La Famille - 1967
- Adios amor - 1967
- Dans une heure - 1967
- Oui c'est l'amour - 1968
- Dalila - 1968
- Isabelle - 1968
- La petite église - 1968
- La vamp - 1968
- Au milieu des nuages - 1968
- En maillot de bain - 1968
- Le grand défilé - 1968
- L'âne, le bœuf et le petit mouton - 1968
- Quand une fille aime un garçon - 1968
- Petite fille de français moyen - 1968
- Long sera l'hiver - 1968
- Du côté d'où viendra le jour - 1969
- Une petite pensée pour toi - 1969
- Sheila la la - 1969
- Il est tellement jaloux - 1969
- Bonjour M. le Directeur - 1969
- La ville - 1969
- Quelqu'un et quelque chose - 1969
- Fernando - 1969
- Arlequin - 1969
- Love maestro please - 1969
- La Colline de Santa-Maria - 1969
- Oncle Jo - 1969

### Années 1970
- Julietta - 1970
- Na na na - 1970
- Adios Amor (en italien) - 1970
- L'ora del uscita - 1970
- Ma vie à t'aimer - 1970
- Chéri Tu M'as Fait Un Peu Trop Boire Ce Soir - 1970
- L'agent secret - 1970
- Le soleil est chez toi - 1970
- Reviens je t'aime - 1970
- La pluie - 1970
- Les Rois Mages - 1971
- Une femme - 1971
- Love - 1971
- Fragile - 1971
- Votre enfant - 1971
- Trinidad - 1971
- Le carrosse - 1971
- Eine Stunde - 1971
- Vive la terre - 1971
- Blancs, jaunes, rouges, noirs - 1971
- J'adore - 1972
- Plus de chansons tristes - 1972
- Samson et Dalila - 1972
- Le Mari de mama - 1972
- Oui je t'aime - 1972
- Poupée de porcelaine - 1972
- L'Olympia - 1972
- Les Gondoles à Venise - 1973
- Adam et Eve - 1973
- Oh Marie, Maria - 1973
- Mélancolie - 1973
- Cœur blessé - 1973
- Le Couple - 1974
- Allume ta radio - 1974
- Tu es le soleil - 1974
- Non chéri - 1974
- Samedi soir - 1974
- Ne fais pas tanguer le bateau - 1974
- C'est le cœur - 1975
- Le bonheur file et roule entre nos doigts - 1975
- Aimer avant de mourir - 1975
- Quel tempérament de feu - 1975
- Laisse toi rêver - 1975
- Personne d'autre que toi - 1975
- Glory Alleluia - 1975
- Aucune montagne, aucune rivière - 1975
- Flagrant délit de tendresse - 1976
- La voiture - 1976
- Une fille ne vaut pas une femme  - 1976
- C'est écrit - 1976
- Good bye my love - 1976
- Un prince en exil - 1976
- Patrick mon chéri - 1976
- Les Femmes - 1976
- Les nuits de musique - 1976
- L'amour qui brûle en moi - 1976
- L'Arche de Noé - 1977
- Love me Baby - 1977
- Singin ' in the rain - 1977
- I don't need a doctor - 1978
- Move it - 1977
- Shake me - 1977
- Kiss me sweetie - 1977
- Hôtel de la plage - 1978
- You Light my Fire - 1978
- Gimme your loving - 1978
- Kennedy airport - 1978
- Seven Lonely Days - 1979
- Sheila come back - 1979
- Tender silence of the night - 1979
- No, no, no, no - 1979
- Spacer - 1979
- Don't go - 1979

### Années 1980
- King of the World - 1980
- Mayday - 1980
- Your love is good - 1980
- Charge plates and credit cards - 1980
- Misery - 1980
- Cover girls - 1980
- Rocky angel - 1980
- Je ne suis qu'une fille - 1980
- Ma haute fidélité - 1980
- Pilote sur les ondes - 1980
- L'amour au téléphone - 1980
- Les sommets blancs de Wolfgang - 1980
- Louis - 1980
- Psychodrame - 1980
- Peur du silence - 1980
- Et ne la ramène pas - 1981
- Une affaire d'amour - 1981
- Sortilège de la nuit - 1981
- Little darlin'  - 1981
- Put it in writing - 1981
- Runner - 1981
- Standed - 1981
- I'm still belevin' - 1981
- It's only make believe - 1981
- Stranded - 1981
- Waiting for the night - 1981
- Nothing less than love - 1981
- Prisoner - 1981
- La tendresse d'un homme - 1982
- L'amour majeur - 1982
- Glori, Gloria - 1982
- Body bulding  - 1982
- Tangue au - 1983
- Johnny, Sylvie, Cloclo et moi - 1983
- Vis-vas - 1983
- On dit... (Jacquie) - 1983
- L.A. (Los Angeles) - 1983
- La vérité qu'on nous ment - 1983
- E6 dans le quinzième - 1983
- Sauve qui peut - 1983
- 83 - Langue au chat - 1983
- Je - 1983
- Jeanie - 1983
- Plus de problème - 1984
- Emmenez-moi - 1984
- L'écuyère - 1984
- Film à l'envers - 1984
- Guerrier Massai - 1984
- Jumbo loo - 1984
- Vivre mieux - 1984
- Je suis comme toi - 1984
- La chanteuse - 1984
- America - 1984
- Chanteur de funky - 1985
- Annie - 1985
- Comme aujourd'hui - 1987
- Be my baby - 1987
- C'est ma vie - 1987
- Tout changer - 1987
- Pour te retrouver - 1988
- Le vieil homme et la mer - 1988
- Fragile - 1988
- Donnant donnant - 1988
- Partir - 1988
- Okinawa - 1988
- Monsieur Vincent - 1988
- Le dieu de Murphy - 1988
- Mexico - 1988
- Le Tam-tam du vent - 1989

### Années 1990
- On s'dit plus rien - 1992
- He's a nice guy - 1995
- Juste comme ça - 1998
- Spacer (remix) - 1998
- Les rois mages (remix) -  1998
- Vague à l'âme - 1998
- Close to you - 1998
- Dense - 1999
- Confidences - 1999
- Pop art - 1999
- Sur un fil - 1999
- Self control (version française) - 1999
- L'amour en hiver - 1999
- Se laisser danser - 1999
- Dans le regard des gens - 1999
- Le tour de la terre - 1999
- Tu sais - 1999
- Love will keep us together - 1999
- Self control - 1999

### Années 2000
- Love will keep us together (remix) - 2000
- Toutes ces vies - 2002
- S'envoler - 2002
- L'absent - 2002
- L'amour pour seule prière - 2006

### Années 2010
- Pour sauver l'amour - 2012
- Une arrière-saison - 2012
- Je pardonnerai - 2012
- Mon Eldorado – 2012
- On s'en fout - 2012
- Si je chante encore - 2012
- Et je me passe - 2012
- La même histoire - 2012
- Pour un bout de chemin - 2012
- J'avais envie de vous revoir - 2012
- Loin d'ici - 2016
- Le petit bal perdu (duo avec Vianney) - 2016
- On s'en fout (Nouvelle version) - 2016
- L'écuyère (duo avec Camille Lou) - 2017

### Années 2020
- 7e continent - 2020
- Belle journée - 2021
- Tous yéyé - 2021
- La rumeur - 2021
- Law of Attraction - 2021
- Chaman - 2021
- Venue d'ailleurs - 2021
- Ooh La La - 2021
- Cheval d'amble - 2021
- It's not over yet (duo avec Jason Scheff du groupe Chicago) - 2021
- Baby doll - 2021
- Mon étoile - 2021
- Rappelle-toi - 2021
- Tout à commencer par un rêve - 2021
- Pensez à moi - 2021.

## Répertoire des chansons sorties en album
On compte 366 chansons studio au vu de l'intégrale, auxquelles s'ajoutent les titres des albums studio Solide et Venue d'ailleurs, plus les titres live du Zénith, des Olympia, du Cabaret Sauvage et des tournées Âge Tendre.
- Adam et Eve - 1973 (no 4 le 7 juillet 1973)
- Adios amor - 1967 (no 1 en aout 1967)
- Adios amor (en italien) - 1970
- Adios amor (Zénith) - 1985
- Adios amor
- Aimer avant de mourir - 1975 (no 4 le 28 juin 1975)
- All american girls - 2002
- Allume ta radio - 1974
- America - 1984
- Annie - 1987
- Arlequin - 1969 (no 1 en avril 1969)
- Au milieu des nuages - 1968
- Aucune montagne, aucune rivière - 1975
- A la fin de la soirée - 1965

B
- Baby doll - 2021.
- Bang bang - 1966 (no 1 en juillet 1966)
- Baumen von Santa-Maria - 1969
- Be bop a lula - 1978
- Belle journée - 2021
- Blancs, jaunes, rouges, noirs - 1971 (no 2 en octobre 1971)
- Bonjour, monsieur le directeur - 1969

C
- Can't take my eyes off you - 1998
- C'est écrit - 1976
- C'est le cœur (Les ordres du docteur) - 1975 (n°1 en avril 1975)
- C'est toi que j'aime - 1965 (n°1 en juillet 1965)
- Celebration - 2002
- Cette année-là - 1963
- Chaman - 2021
- Chante, Chante, Chante - 1963
- Chaque instant de chaque jour - 1964 (n°5 en 1964)
- Charge Plates And Credit Cards - 1979
- Chariot - 1962
- Chéri, tu m'as fait un peu trop boire ce soir - 1970
- Cheval d'amble - 2021
- Chic mystic - 2002
- Close to you - 1998
- Cœur Blessé - 1972
- Comme aujourd'hui - 1987
- Condition féminine - 1982
- Confidences - 1999
- Conga - 2002
- Cover Girls - 1979

D
- D'aventures en aventures (en duo avec Serge Lama) - 2002
- Dalila - 1968 (n°2 en 1968)
- Dans la glace - 1965
- Dans le regard des gens - 1999
- Dans une heure - 1967 (n°8 en décembre 1967)
- Dense - 1999
- Devant le juke box (en duo avec Akim) - 1965 (n°1 en 1965)
- Die Familie - 1967
- Donnant donnant - 1987
- Donne-moi ta main - 2006
- Don't go - 1979
- Down town - 2002
- Du côté d'où viendra le jour - 1969

E
- E6 dans le quinzième - 1982
- Écoute ce disque - 1964 (n°2 en janvier 1965)
- Eine Stunde - 1971
- Emmenez-moi - 1984
- En maillot de bain - 1968
- Enfin réunis - 1965
- Et je me passe - 2012
- Et ne la ramène pas - 1981 (n°6 en juillet 1981)

F
- Fernando - 1969
- Film à l'envers - 1984
- Fin de la soirée (A la) - 1964
- Flagrant délit de tendresse - 1976
- Fragile (album "Love") - 1971
- Fragile (album "Tendances") - 1987

G
- Gimme your loving - 1978
- Glori-gloria - 1982 (n°15 en décembre 1982)
- Glory Alleluia - 1975
- Good bye my love - 1976
- Guerrier Massaï - 1984

H
- Hello petite fille - 1964 (n°16 en 1963)
- He's a nice guy - 1995
- Heure (A la même) - 1965
- Hôtel de la plage - 1978

I
- I couldn't live without your love - 2002
- I don't need a doctor - 1978 (n°9 en avril 1978)
- I like it - 1977
- I say a little prayer - 2002
- Il est tellement jaloux - 1969
- Il fait chaud - 1965
- Il faut se quitter - 1965
- I'm still believin' - 1981
- I'm your baby doll - 1978
- Impossible n'est pas français - 1967
- Isabelle - 1968
- It's only make believe - 1981
- It's not over yet (duo avec Jason Scheff du groupe Chicago) - 2021
- It's raining men - 1998

J
- J'adore - 1972 (n°9 en janvier 1972)
- J'aurais voulu - 1985
- J'avais envie de vous revoir - 2012
- Je - 1982
- Je chante doucement - 1962
- Je n'ai pas changé - 1964
- Je ne suis qu'une fille - 1980
- Je n'en veux pas d'autre que toi - 1965
- Je pardonnerai - 2012
- Je ris et je pleure 1965
- Je serai toujours là - 1985
- Je suis comme toi - 1984
- Je suis venue te dire que je m'en vais - 1989
- Je t'aime - 1966
- Johnny, Sylvie, Cloclo et moi - 1983
- Julietta - 1970 (n°3 en mai 1970)
- Jumbo loo - 1984
- Juste comme ca - 1992

K
- Kennedy airport - 1978 (n°2 en janvier 1979)
- King of the World - 1979 (n°6 en juillet 1980)
- Kiss me sweetie - 1977

L
- L.A. (Los Angeles) - 1982
- La chanteuse - 1984
- La chorale - 1964
- La Colline de Santa-Maria - 1969
- La course au soleil - 1966
- La Famille - 1967 (n°2 en avril 1967)
- Laisse toi rêver - 1975
- La même histoire - 2012
- La petite église - 1968
- La pluie - 1970
- La plus belle pour aller danser - 2012
- La porte en bois - 1967
- La rumeur - 2021
- La tendresse d'un homme - 1985
- La vamp - 1968
- La vérité qu'on nous ment - 1983
- La vérité qu'on nous ment - 1985
- La vie est belle - 1963
- La vie est un tourbillon - 1966
- La ville - 1969
- La voiture - 1976
- Law of Attraction - 2021
- L'absent - 2003
- L'agent secret - 1970
- L'amitié (en duo avec Françoise Hardy) - 2002
- L'ami de mon enfance - 1964
- L'amour au téléphone - 1980 (n°10 en 1980)
- L'amour en hiver - 1999
- L'amour pour seule prière - 2006
- L'amour qui brûle en moi - 1976 (n°2 en janvier 1977)
- L'âne, le bœuf et le petit mouton - 1968
- Lang wird der Winter sein - 1968
- L'Arche de Noé - 1977 (n°2 en avril 1977)
- Le bonheur file et roule entre nos doigts - 1975
- Le carrosse - 1971
- Le Cinéma - 1966 (n°1 en mai 196617)
- Le Couple - 1974 (n°1 le 6 avril 7417)
- Le dieu de Murphy - 1988
- Le Folklore américain - 1965 (n°1 en janvier 1966)
- Le freak - 2002
- Le grand défilé - 1968
- Le jour le plus beau de l'été - 1967
- Le Kilt (Un sou, c'est un sou...) - 1967 (n°5 en 1967)
- Le Mari de mama - 1972 (n°4 en août 1972)
- Le pipeau - 1966
- Le plus joli métier du monde - 1966
- Le p'tit bal perdu - 2012
- Le ranch de mes rêves - 1963
- Le rêve - 1966 (no 10 en 1966)
- Le Sifflet des copains - 1963 (n°5 en 1963)
- Le soleil est chez toi - 1970
- Le Tam-tam du vent - 1988
- Le tour de la terre - 1999
- Le vieil homme et la mer - 1988
- L'école est finie - 1963 (n°1 en 1963)
- L'écuyère - 1984
- Les Femmes - 1976 (n°1 en novembre 1976)
- Les Gondoles à Venise - 1973 (n°1 en mars 1973)
- Les jolies choses - 1967
- Les nuits de musique - 1976
- Les papillons - 1967
- Les Rois Mages - 1971 (n°1 en mai 1971)
- Les rois mages - version salsa - 1998
- Les sommets blancs de Wolfgang - 1980
- Les sucettes - 2012
- L'Heure de la sortie - 1966 (n°1 en décembre 1966)
- Little Darlin - 1981
- L'Olympia - 1972
- Long sera l'hiver - 1968 (n°1 en novembre 1968)
- L'ora del uscita - 1970 (no 1 en Italie)
- Louis - 1980
- Love - 1971
- Love maestro please - 1969
- Love me Baby - 1977 (n°1 en août 1977)
- Love will keep us together - 1999

M
- Ma haute fidélité - 1980
- Mais quand le matin - 2012
- Ma vie a t'aimer - 1970
- Mayday - 1980
- Medley Zénith - 1985
- Medley yéyé 2 titres (Olympia 1989) - 1989
- Medley 60/70 - 1998
- Medley disco - 1998
- Medley campagne - 2002
- Medley salsa - 2002
- Medley Chic - 2002
- Medley Age Tendre 2 titres - 2010
- Medley des copines - 2012
- Medley rétro Paris - 2012
- Mélancolie - 1973 (n°2 le 8 décembre 1973)
- Mexico - 1987
- Misery - 1979
- Mon Eldorado - 2012
- Mon étoile - 2021
- Mon p'tit loup - 1985
- Move it - 1977
- Monsieur Vincent - 1987

N
- Na na na - 1970
- Ne fais pas tanguer le bateau (Version initiale alternative) - 1974
- Ne fais pas tanguer le bateau - 1974 (n°1 en décembre 1974)
- Ne raccroche pas - 1963
- Never can say goodbye - 1998
- No, no, no, no - 1978
- No more tears (Enough is enough) - 1998
- Non, chéri - 1975
- Nothing less than love - 1981

O
- Oh! Mon dieu qu'elle est mignonne - 1967
- Okinawa - 1987
- On dit…(Jaquie) - 1982
- On est heureux - 1966
- On sait pas s'aimer - 1988
- On se dit plus rien - 1992
- On s'en fout - 2012
- Oncle Jo - 1969 (n°5 en décembre 1969)
- Ooh La La - 2021
- Oui, c'est l'amour - 1968
- Oui, c'est pour lui - 1964
- Oui, je t'aime - 1972
- Oui, il faut croire - 1964
- Ouki Kouki - 1963
- Over the rainbow - 2003

P
- Padam padam - 2012
- Paméla - 1967
- Papa, t'es plus dans le coup - 1963
- Partir - 1988
- Patrick, mon chéri - 1976 (n°1 en juillet 1976)
- Pendant les vacances - 1963 (n°2 en 1963)
- Pensez à moi - 2021.
- Personne d'autre que toi - 1975
- Petite fille de français moyen - 1968 (n°2 en juillet 1968)
- Peur du silence - 1980
- Pilote sur les ondes - 1980
- Plus de chansons tristes - 1972
- Plus de problème (Danse...) - 1984
- Pop art - 1999
- Poupée de porcelaine - 1972 (n°3 en décembre 1972)
- Pour sauver l'amour - 2012
- Pour te retrouver - 1988
- Pour un bout d'chemin - 2012
- Première surprise-partie - 1963 (n°8 en 1963)
- Prends la vie comme elle vient - 1966
- Présentation (Sheila à la guitare) - 1985
- Prisoner - 1981
- Psychodrame - 1980
- Put it in writing - 1981
- Put your head on my shoulder - 1989

Q
- Quand une fille aime un garçon - 1968 (n°4 en avril 1968)
- Quel tempérament de feu - 1975 (n°1 le 6 décembre 1975)
- Quelqu'un et quelque chose - 1969

R
- Rappelle-toi - 2021
- Reviens, je t'aime - 1970 (n°1 en décembre 1970)
- Rocky Angel - 1980
- Runner - 1981

S
- Samedi soir - 1975
- Samson et Dalila - 1972 (n°3 en avril 1972)
- Samson y Dalila - 1972
- Samson und Delila - 1972
- Saturday night - 1981
- Sauve qui peut - 1982
- Se laisser danser - 1999
- Self control (en anglais) - 1999
- Self control (en français) - 1999
- S'envoler - 2002
- Seven Lonely Days - 1979 (n°8 en avril 1979)
- Seven lonely days (New american redording) - 1978
- Shake me - 1977
- Sheila - 1962 (n°8 en 1962)
- Sheila come back - 1978
- Sheila-la-la - 1969
- Si je chante encore - 2012
- Singin' in the rain - 1977 (n°1 en décembre 1977)
- Smile - 2003
- Soft silver - 1977
- Sous le ciel de Paris - 2012
- Sous le regard des filles - 2006
- Spacer - 1979 (n°4 en janvier 1980)
- Stop in the name of love - 2003
- Stranded - 1981
- Sunshine week-end - 1978
- Sur un fil - 1999

T
- Tangue au - 1983
- Tender silence of the nignt - 1978
- Thoose boots are made for walkin' - 2002
- Top à Petula Clark - 2003
- Top à Sheila - 2006
- Toujours des beaux jours - 1965 (n°1 en avril 1965)
- Tous les deux - 1964 (n°7 en 1964)
- Tous les garçons et les filles - 2012
- Tous yéyé - 2021
- Tout à commencer par un rêve - 2021
- Tout le monde aime danser - 1967
- Toutes ces vies - 2002
- Trinidad - 1971
- Tu es le soleil - 1974 (n°2 en juin 1974)
- Tu es toujours près de moi - 1966
- Tu m'as manqué - 1998
- Tu sais - 1999

U
- Un gamin de Paris - 2012
- Un jour, je me marierai - 1964
- Un monde sans amour - 1964
- Un prince en exil - 1976 (n°3 en mai 1976)
- Une arrière-saison - 2012 (classée)
- Une femme - 1971
- Une fille ne vaut pas une femme - 1976
- Une petite pensée pour toi - 1969
- Upside down - 2002

V
- Va lui dire que je l'aime tant - 1962
- Vague à l'âme - 1998
- Venue d'ailleurs - 2021
- Vieillir avec toi - 2002
- Viens danser le hully-gully - 1963
- Vis va - 1983
- Vive la terre - 1971
- Vivre mieux - 1984
- Votre enfant - 1971
- Vous les copains, je ne vous oublierai jamais - 1964 (n°2 en janvier 1965)
- Vous les copines - 2012

W
- Waiting for the night - 1981
- We are family - 2002

Y
- You Light my Fire - 1978
- Your Love Is Good - 1979

AUTRES
- 7e continent - 2020
- 17 ans - 1993
- 83 - Langue au chat - 1983

## Chansons en duo

### Les années 1960
- 1963: L'école est finie avec Claude François dans une émission du Sacha Show

- 1963: Papa t'es plus dans le coup avec André Bourvil

- 1963: L'école est finie avec Richard Anthony, Henri Salvador, Johnny Hallyday

- 1963: Pendant les vacances avec Pétula Clark

- 1963: Le sifflet des copains avec différents artistes lors d'un palmarès de la chanson

- 1964: Vous les copains je ne vous oublierai jamais avec Sylvie Vartan, Françoise Hardy

- 1964: Vous les copains avec Johnny Hallyday, Les Guitares, Claude François, Sacha Distel, Lucky Blondo, Henri Salvador

- 1965: Devant le juke box avec Akim (no 1 des ventes de disques durant 1 mois avec 370 000 exemplaires vendus)

- 1965: Le folklore américain avec Sacha Distel

- 1965: C'est toi que j'aime avec Sacha Distel et Charles Aznavour

- 1966: Medley avec Sacha Distel

- 1966: Medley avec Johnny, Claude François, Frank Alamo

- 1966: Bang Bang avec Nancy Sinatra

- 1966: Bang Bang avec France Gall

- 1966: Medley Sylvie Vartan avec Sylvie/Françoise

- 1966: Le cinéma avec Marcel Amont

- 1966: L'heure de la sortie avec Claude François

- 1966: L'ora del uscitta avec Gigliolia Cinquetti

- 1966: Medley Sheila avec Guy Lux

- 1967: La famille avec Pétula Clark, Antoine

- 1967: La famille avec Jacques Martin

- 1967: Dans une heure avec Jacques Dutronc

- 1967: Adios amor avec Mireille Mathieu

- 1967: Adios amor avec Paul Anka

- 1967: Adios amor avec Gigliolia Cinquetti

- 1967: Adios amor avec Raymond Lefèvre et Paul Mauriat

- 1967: Adios amor, Bang bang avec Sacha Distel

- 1967: Adios Amor avec Aldo

- 1967: Paméla avec Pierre Perret

- 1967: C'est ma chanson avec Pétula Clark

- 1967: Medley mix Hardy/Sheila/Vartan

- 1967: Les sucettes avec France Gall

- 1967: Love me please love me avec Michel Polnareff

- 1967: Scusez moi avec Antoine

- 1967: La vie que j'aime avec Monty

- 1967: Jingle SLC avec Monty et Daniel Fillipachi

- 1968: Petite fille de français moyen avec Sheila White

- 1968: Petite fille de français moyen avec Guy Lux

- 1968: Medley Sheila avec Raymond Lefèvre

- 1968: La périchole avec Marcel Amont

- 1968: L'hymne à l'amour avec Mireille Mathieu

- 1968: Tous les garçons et les filles de mon âge avec Françoise Hardy

- 1968: Medley Sheila avec Paul Mauriat et Frank Pourcel

- 1968: These boots are make for walkin avec Nancy Sinatra

- 1968: Medley Pétula Clark/Nana Mouskouri/Sheila/Stone

- 1968: Dalila avec Tom Jones

- 1969: Arlequin avec Carlos

- 1969: Love me maestro please avec Michel Polnareff

- 1969: Love me maestro please avec Demis Roussos

- 1969: Biche o ma biche avec Patricia Carli et Frank Alamo

- 1969: Medley avec Annie Cordy, Carlos, Chantal Goya, et Jean François Michael

- 1969: Oncle Jo avec Guy Lux

- 1969: Oncle Jo avec Jacques Martin et Salvatore Adamo

- 1969: Oncle Jo avec Enrico Macias

- 1969: La colline de Santa Maria avec Joe Dassin, Gilbert Becaud, Sacha Distel

- 1969: Il est tellement jaloux avec Sophie Darel

- 1969: Petit papa noël avec beaucoup d'artistes

- 1969: Tchi tchi avec Tino Rossi

- 1969: Casatchok avec Rika Zaraï

- 1969: Medley Sheila
- 1969: Le folklore américain avec Nino Ferrer & Eddie Constantine.

### Les années 1970
- 1970: Du moment qu'on s'aime avec Antoine
- 1971: J'adore avec Aldo Maccione
- 1971: Tea for two avec Patrick Topaloff
- 1973: Ma p'tit folie avec Line Renaud
- 1973: Le folklore américain avec Line Renaud
- 1973: Mademoiselle from Armentières avec Line Renaud
- 1973: Ma cabane au Canada avec Line Renaud
- 1973: L'école est finie avec Line Renaud
- 1973: Le mari de mamma avec Line Renaud
- 1973: Le chien dans la vitrine avec Line Renaud
- 1973: Poupée de porcelaine avec Line Renaud
- 1973: Étoile des neiges avec Line Renaud
- 1973: J'ai un problème avec Éric Charden
- 1973: Made in Normandie avec Sacha Distel
- 1973: Chante, Sacha chante avec Sacha Distel, Éric Charden, Dany Saval, Stone et France Gall
- 1973: Le feutre taupé avec Charles Aznavour
- 1974: La Perichole avec Marcel Amont
- 1974: Le couple avec Marcel Amont
- 1974: Viens dans mon igloo avec Carlos
- 1975: C'est le cœur avec Michel Delpech
- 1975: Pour un flirt avec Michel Delpech
- 1975: Marche, tout le long du chemin avec Sacha Distel
- 1975: Les plaisirs démodés avec Ringo et Sacha Distel
- 1975: La femme de ton ami avec Enrico Macias et Ringo
- 1976: Je m'en souviens très bien avec Sacha Distel
- 1976: Oh ma jeunesse avec Demis Roussos
- 1976: Elle est terrible avec Johnny Hallyday
- 1978: La Parisienne avec Marie-Paule Belle
- 1978: La musique que j'aime avec Johnny Hallyday, Eddy Mitchell et Michel Sardou

### Les années 1980
- 1980: Tu es mon mec à moi avec Alice Dona
- 1980: Vaya con dios avec Julio Iglesias
- 1981: Quand tu n'es plus là avec Julio Iglesias
- 1984: Mon p'tit loup avec Johnny Hallyday
- 1984: La rockeuse de diamants avec Catherine Lara
- 1984: Tamalou avec Françoise Hardy
- 1985: Tous les garçons et les filles avec Alice Dona
- 1988: Just a Gigolo avec Nana Mouskouri
- 1989: Emmenez-moi avec Gilbert Montagné
- 1989: That will be the day avec Françoise Hardy
- 1989: Les uns contre les autres avec Michel Delpech

### Les années 1990
- 1993: 17 ans avec Claude François (duo virtuel)
- 1998: J'ai ta main... avec Pascal Sevran
- 1998: Papa Maman... avec Pascal Sevran
- 1998: Les bancs publics avec Pascal Sevran
- 1999: Les rois mages avec Chayanne
- 1999: Gloria avec Laam
- 1999: Spacer avec Jane Fostin "Zouk machine".

### Les années 2000
- 2002: L'Amitié avec Françoise Hardy
- 2002: D'aventures en aventures avec Serge Lama
- 2002: Downtown avec Pétula Clark
- 2002: La Gadoue avec Pétula Clark
- 2002: Une poupée de porcelaine avec Pétula Clark
- 2002: Samson et Dalila avec Dave
- 2003: I Never Knew Love Like This Before avec Organiz
- 2003: Spacer avec Organiz
- 2006: Le temps qui court avec Gregory Lemarchal, Anggun et Arielle Dombasle.
- 2006: L'amour pour seule prière avec Cyril Cinelu.
- 2009: Un tout petit bout avec Mimie Mathy.

### Les années 2010
- 2012 : Spacer avec Nile Rodgers
- 2012 : Bang bang avec Nathalie Lermitte
- 2013 : Bang Bang avec Emmanuel Moire
- 2016 : Le petit bal perdu avec Vianney
- 2017 : L'écuyère avec Camille Lou

### Les années 2020
- 2021 : It's not over yet avec Jason Scheff du groupe Chicago.
- 2021 : Aimer à perdre la raison avec Sylvie Vartan, Dave, Michèle Bernier, Nolwenn Leroy, Patrick Fiori, Danny Brillant.
- 2021 : Viens à la maison avec Bénabar et Élodie Frégé [1]
- 2021 : Les rois mages avec Bénabar[1].
- 2021 : Spacer avec Gwendal Marimoutou[1].
- 2021 : L.O.V.E avec Julien Doré[2].
- 2021 : Spacer avec Philippine Lavrey[3].
- 2021 : Spacer avec les Ibeyi.
- 2022 : Kennedy airport avec Helena Noguerra.
- 2022 : Bang bang avec les Ibeyi.
- 2023 : Bang bang avec Sandrine Kiberlain.
- 2023 : Belle journée avec Rachel Khan.

## Les chansons de Sheila

### Au cinéma
- 1964 : L'Année du bac de José-André Lacour et Maurice Delbez: Cette année-là
- 1967 : Bang-bang de Serge Piollet: Tu es toujours près de moi
- 1970 : Terzo canale: Avventura a Montecarlo de Giulio Paradisi: L'ora dell uscita (L'Heure de la sortie en italien)
- 1977 : Attention, les enfants regardent de Serge Leroy : Love me baby
- 1978 : L'Hôtel de la plage de Michel Lang : Hôtel de la plage[4]
- 1979 : Série Noire d'Alain Corneau : Kennedy airport et You light my fire
- 1981 : Le Choix des armes d'Alain Corneau : Pilote sur les ondes et You light my fire[5]
- 1984 : Souvenirs, Souvenirs d'Ariel Zeitoun : Papa t'es plus dans le coup
- 1994 : Le Péril jeune de Cédric Klapisch : Love me baby
- 1996 : Une robe d'été de François Ozon : Bang-Bang[6]
- 1997 : Ma vie en rose d'Alain Berliner : Les Rois mages[7]
- 1997: On connaît la chanson d'Alain Resnais : L'Ecole est finie
- 1999 : Recto/Verso de Jean-Marc Longval : Les Rois mages
- 2001 : Folle de Rachid en transit sur mars de Philippe Barassat : Mélancolie
- 2001 : Podium de Yann Moix : Spacer[8]
- 2004 : Bienvenue en Suisse de Léa Fazer : Les Rois mages
- 2002 : Huit femmes de François Ozon : Papa t'es plus dans l'coup chantée par Ludivine Sagnier
- 2006 : Poltergay d'Éric Lavaine : No, no, no, no[9]
- 2008 : Cliente de Josiane Balasko : Les Rois mages
- 2008 : Stella de Sylvie Verheyde : Ne fais pas tanguer le bateau, Tu es le Soleil, Les Femmes, Love me baby[10]
- 2010 : Thelma, Louise et Chantal de Benoît Pétré : Vous les copains repris par Vanessa Paradis. Version réalisée et arrangée par Keren Ann.
- 2013 : Boule et Bill : Les Rois mages
- 2014 : La French de Cédric Jimenez : Bang-Bang[11]
- 2015 : Vue sur mer d'Angelina Jolie : Tu es le Soleil[12]
- 2018 : L'école est finie de Anne Depétrini : L'école est finie
- 2023 : Bernadette: Les Rois mages

### À la télévision
- 1980 : générique d'une émission de variétés de la RAI en Italie : Spacer
- 2013 : Sheila, l’histoire d’une vie, 2 janvier 2013 sur France 3
- 2016 : Elles... Les Filles du Plessis - Les Rois Mages (durant le générique du téléfilm).
- 2018-2020 : Ça ne sortira pas d'ici ! - C'est le coeur (les ordres du docteur) (générique).
- 2022 : Sheila ... Toutes ces vies-là , France 3

### À la radio
- 1963 : jingle Salut les copains (émission de radio) : Pendant les vacances (special SLC)
- 1966 : jingle Salut les copains (émission de radio): Le cinéma (chanté par Chouchou)
- 1967 : jingle Salut les copains (émission de radio) : Jingle Salut Les Copains

### Dans la publicité
- 1977 : publicité pour le lait concentré sucré Nestlé: chanson avec les B.Devotion.
- 1987 : publicité pour les laines Bergère de France : sur l'air de L'École est finie et Les Rois Mages (une maille à l'envers, une maille à l'endroit).
- dans les années 1990 : publicité pour la crème Mont-Blanc, sur l'air de Les Rois Mages.
- 2004-2017 : publicité pour le saucisson Justin Bridou : sur l'air de Vous les copains, je ne vous oublierai jamais.
- 2012-2014 : publicité pour les cacahuètes Menguy's: sur l'air de Première surprise partie
- 2021 : publicité pour le PMU : sur l'air de Vous les copains, je ne vous oublierai jamais.
- 2023 : publicité pour Renault Espace, sur l'air de Spacer, reprise version symphonique.